# Fred Andreas
Fred Andreas (auch unter dem Pseudonym Walter Röhl; geboren am 3. Februar 1898 in Halle (Saale) als Kurt Reinhold Alfred Andreas; gestorben am 6. März 1975 in München) war ein deutscher Unterhaltungsschriftsteller, Drehbuchautor und Übersetzer.

## Leben
Nach dem Besuch des Gymnasiums studierte Andreas an der Universität Halle. Danach arbeitete er von 1920 bis 1925 als Dramaturg, Regisseur und Journalist. Durch seinen Kriminalroman Die Flucht ins Dunkle, der ab 1927 unter dem Pseudonym Walter Röhl als Fortsetzungsroman in der Berliner Morgenpost erschien, wurde er einem breiten Publikum bekannt und arbeitete fortan als freier Schriftsteller.
Mit seinen zahlreichen Romanen, die in den folgenden Jahren in der Reihe der gelben Ullstein-Bücher erschienen, wurde er ein erfolgreicher Autor, galt als Unterhaltungsschriftsteller von Rang und war anerkannt als Verfasser psychologisch raffinierter Kriminalromane.
Ernst Weiß schrieb über Andreas:

„Dieser Autor […] hat zu allem anderen einen so glänzenden Stil, weiß alles so hinzusetzen, was er sagen will, mit einem nachlässigen, aber nur um so virtuoseren Pinselstrich, einer wehmütigen, männlich zusammengehaltenen, ehrlichen und gütigen Ironie.“

Neben seinen Romanen verfasste Andreas auch zahlreiche Drehbücher und arbeitete nach 1945 zeitweilig als Übersetzer, so übersetzte er Thornton Wilders Our Town für die Bühne. Mehrere seiner Bücher wurden verfilmt, so wurde 1937 der Film Die gelbe Flagge veröffentlicht.

## Werke (Auswahl)
- (als Walter Röhl) Die Flucht ins Dunkle. Roman. Berlin 1927.
- Die Sache mit Schorrsiegel. Roman. Berlin 1928.
- Das große Sorgenkind. Roman. Berlin 1929.
- Prozeß Gregor Kaska. Roman. Berlin 1930.
- Rastakoff zwischen den Liebenden. Roman. Berlin 1930.
- Der Mann, der zweimal leben wollte. Roman. Berlin 1932; Verfilmung 1950
- Das Gesetz der Liebe. Roman. Oldenburg 1936; Verfilmung 1944/45
- Die fremde Geliebte. Roman. Berlin 1938.
- Arm, häßlich, böse. Roman. Berlin 1943.
- Das vollkommene Verbrechen. Roman. Berlin 1944.
- Die Hexe. Roman. München 1952, verfilmt 1954, siehe Die Hexe.
- Tödlicher Carneval. Roman. München 1953.

## Filmografie
- 1934: Ein Mann will nach Deutschland
- 1935: Un homme de trop à bord
- 1935: Wenn die Musik nicht wär'
- 1935: Einer zuviel an Bord
- 1936: Liebeserwachen
- 1937: Liebe kann lügen
- 1937: Das schöne Fräulein Schragg
- 1938: Andalusische Nächte
- 1938: Carmen de la Triána
- 1938: Dreizehn Mann und eine Kanone
- 1941: Alarmstufe V
- 1944/48: Frech und verliebt
- 1944/49: Die Nacht der Zwölf
- 1951: Dämonische Liebe